# 교토 레인

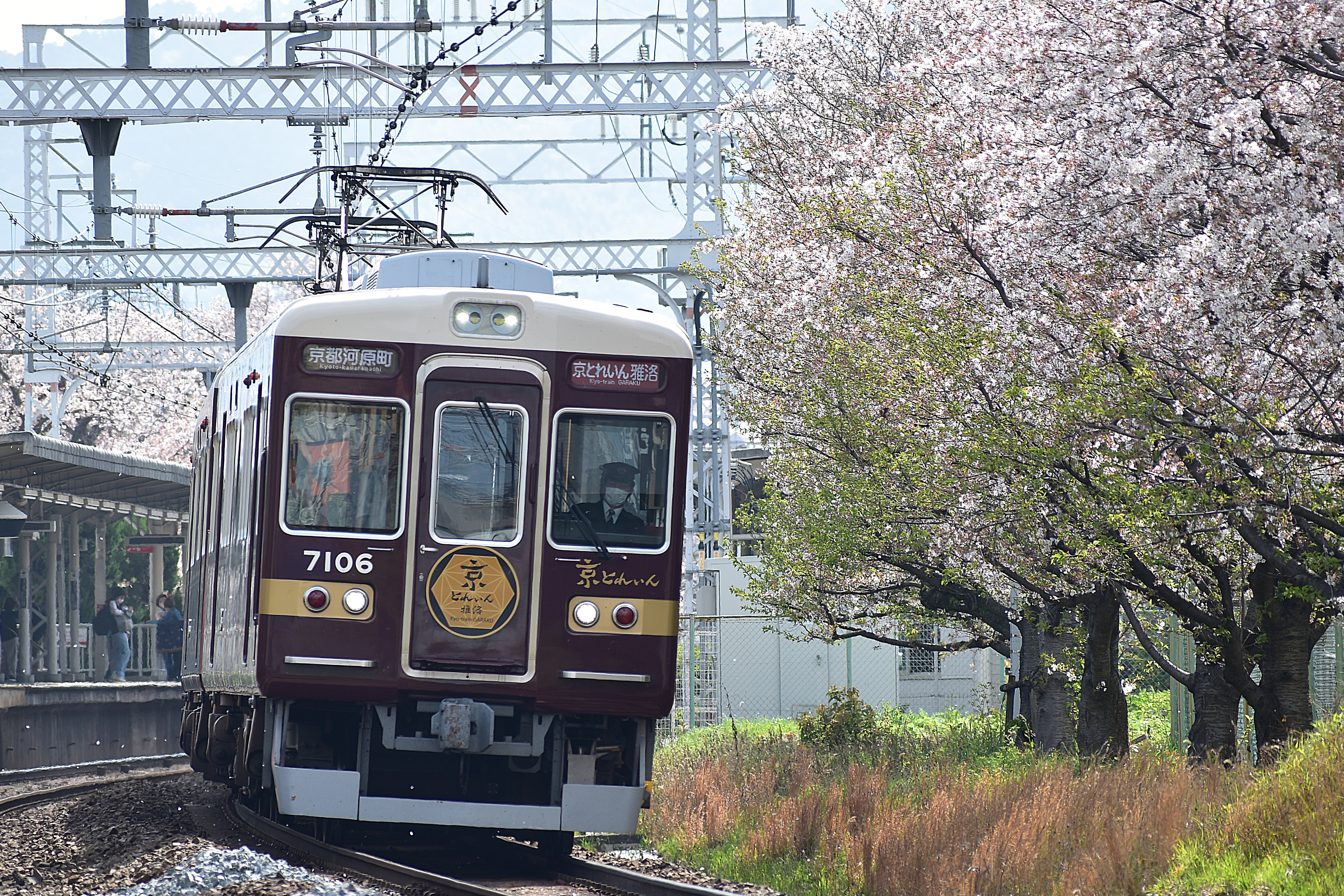
교토레인 가라쿠

교토레인(京とれいん, Kyo-train)은 한큐 전철이 2011년부터 2022년까지 한큐 교토본선에서 운행한 관광 특급열차이다.
이 항목에서는 오사카 우메다역 - 교토 가와라마치역 구간에서 운행되고 있는 '교토레인 가라쿠'에 대해서도 설명한다.

## 개요
주로 교토 본선에서 운행되는 특별요금 없이 일반요금(티켓, ICOCA, PiTaPa)으로만 승차할 수 있는 관광열차이며, 한큐전철의 등록상표이다. 정기 운행은 주말과 공휴일에만 운행한다. 타사 관광열차에서 볼 수 있는 차내 판매나 승무원의 승무 등은 실시하지 않는다.

## 운행개요
토・일요일・공휴일 다이어에서 '교토레인 가라쿠'는 '쾌속 특급'으로 오사카우메다역 - 교토카와라마치역 구간을 운행하며, 도중에 정차하는 역은 주소역・아와지역・가쓰라역・가라스마역이다. 정차역 수는 특급보다 적지만, 특급을 계속 운행하기 때문에 소요시간은 특급과 비슷하거나 조금 더 길다.
쾌속 특급은 하루 4회 왕복만 운행되며, 낮에는 2시간 간격으로 운행된다.

## 차량
6량 편성으로 정자크 차고 소속의 전용 차량이 사용되고 있다. 이는 교토 가와라마치역에서는 7량밖에 없는 2호선에서 회차하는 것과 아라시야마선의 승강장 유효 길이가 6량이기 때문이다. 또한, 차량 검사 등으로 사용할 수 없을 때는 8300계 등 6량 편성의 일반 차량이 대신 운행한다.
- 7000계

### 편성
|           | ←오사카 우메다 | ←오사카 우메다 | ←오사카 우메다 | 교토 카와라마치→ | 교토 카와라마치→ | 교토 카와라마치→ |
| 호차      | 1호차          | 2호차          | 3호차          | 4호차            | 5호차            | 6호차            |
| 차량번호  | 7006           | 7506           | 7566           | 7576             | 7606             | 7106             |
| 정원      | 108            | 125            | 113            | 113              | 125              | 108              |
| 좌석 정원 | 40             | 45             | 33             | 33               | 45               | 40               |
| 계절      | 가을           | 겨울           | 봄             | 여름             | 초가을           | 초봄             |
| 식물      | 단풍           | 대나무         | 벚꽃           | 아오이           | 망울             | 매실             |

각 차량마다 계절과 테마가 설정되어 있으며, 그에 맞는 외관과 인테리어로 꾸며져 있다.
- 1호차: 단풍 문양을 대표하는 문양 '유수에 단풍'을 사용하여 가을의 교토를 느낄 수 있는 차량
- 2호차: 고산수 정원과 설경 장지가 어우러져 겨울의 교토를 느낄 수 있는 차량
- 3호차: 사쿠라 산라라시라문양을 사용하여 봄의 교토를 느낄 수 있는 차량
- 4호차: 외관의 부채에 아오이, 차내 원창에는 귀족이 사랑한 두릅나무가 그려져 있다. 를 장식한 여름의 교토를 느낄 수 있는 차량
- 5호차: 외관의 망울과 교토 전통가옥의 안뜰이 어우러져, 여름에서 초가을로 넘어가는 계절감을 느낄 수 있는 차량
- 6호차: 외관의 부채에 매화, 차내 원형 창문에는 학, 소나무를 장식하여 새봄을 맞이한 교토를 느낄 수 있는 반짝이는 차량

### 외부
차체는 6량 모두 측면 중앙문이 제거되어 3도어에서 2도어로 변경되었다. 중앙문이 있던 자리에는 원형 창문이 설치되었다. 기존 문짝 부분에 측면 창문을 설치하지 않고, 그 부분의 공간을 보완하는 형태로 랩핑을 했다. 남은 승강문은 창문이 격자형 문으로 개조되어 교마치야를 형상화했다.
행선지 및 종류 표시기는 풀 컬러 LED로 변경되었다. 쾌속 특급-직통 특급으로 운행할 때 종별막은 '쾌속 특급(또는 직통 특급)'과 '교토(京とれいん) 가라쿠(京とれいん 가라쿠)'를 3초 간격으로 번갈아 가며 표시한다. 기존 리뉴얼 차량과 마찬가지로 도어 엔진 교체, 측문 개폐 예고등 설치, 전조등 LED화도 이루어졌지만, 제어장치의 VVVF 인버터로의 교체나 공기압축기의 저소음화 개조는 이루어지지 않았다. 고베선 시대와 달리 다른 편성과 병결하는 일이 없어졌기 때문에 7006에 장착되어 있던 전기연결기 및 자동해체 장치는 철거되었다(원래 병결하지 않는 쪽인 7106의 연결기는 기존대로 자동연결기로 남아 있다.). (원래 결합된 쪽은 기존대로 자동연결기를 유지한다).
전체적으로 금색과 검은색을 기조로 한 랩핑이 이루어져 마룬의 고급스러움을 잃지 않으면서도 고급스러움을 살렸다. 측창 하단의 거의 전체 길이에 걸쳐 금색 띠를 두르고, 문주 부분은 검은색으로 장식했다. 중앙 문을 닫은 부분에는 1, 3, 4, 6호차는 대형 부채(2, 5호차는 창문 주변 장식만)가 장식되어 있으며, 1호차는 ‘단풍’, 2호차는 ‘대나무’, 3호차는 ‘벚꽃’, 4호차는 ‘아오이’, 5호차는 ‘망초’, 6호차는 ‘매화’ 등 각 차량마다 계절에 맞는 식물을 장식했다. '교토레인 가라쿠'의 엠블럼도 각 차량의 오른쪽 출입구 왼쪽과 헤드마크에 배치됐다. 또한, '교토레인'에 준하는 랩핑도 검토되었으나, 측면 레이아웃의 차이로 차체와의 매칭이 좋지 않아 채택되지 않았다.
차번 표기는 기존의 허리판 부분 외에 측면 창문 상단에 스티커식 표기가 추가되어(이와 함께 사문도 창문 위로 이동) 승강장 문이나 고가도로를 통해서도 차번을 확인할 수 있게 되었다. 창문 위 차량번호는 2019년 11월 이후 일반검사를 출전한 타 편성, 타 형식에도 적용이 시작되었다.

### 내부
내부는 6량 모두 크게 손질되었으며, 색조는 홀수 차량은 밝게, 짝수 차량은 어두운 톤으로 통일되어 있다.
승강장과 중앙부, 차량 끝부분은 데크로 분리되어 있으며, 중앙부 입구에는 단고치리멘의 커튼과 교토의 전통가옥에 많이 있는 개야라이, 팸플릿 랙이 설치되었다.
연결 처마면에는 바다 쪽의 처마창을 철거한 후 관광 안내용 액정 디스플레이(LCD)를 설치했다. 철거되지 않은 쪽의 처마창에는 유리에 필름을 붙여 장지문을 형상화했다. 고베선 시절에 있던 출입문 부근의 LED 차내 안내 정보 장치는 철거하고, 출입문 위에 차내 안내용 LCD를 엇갈리게 배치해 신설했다. 이 LCD의 배경에는 계절에 따른 식물이 표시된다.
2 - 5호차 차량 중앙 창문에는 눈가리개 커튼이, 창문 위쪽에는 눈가리개 바람막이 차양이 설치되었다.
'교토레인'과 마찬가지로 공중 무선 LAN도 도입되었으며, 일본어, 영어, 중국어, 한국어에 대응하는 4개 국어 자동 방송도 도입되었다. 자동 방송은 고베선과의 직통 운행 시 안내에도 대응하고 있다. 운전 중에는 전방 영상 전송 서비스가 실시되며, 승차 중에 전용 Wi-Fi에 접속하여 시청할 수 있다.

#### 1호차
좌석은 1인용과 2인용 박스형 시트가 각각 5개씩, 차체 끝부분의 롱시트로 구성된다. 교토 가와라마치 쪽 차체 끝부분에는 L자형으로 배치된 좌석이 1석 있다.

#### 2호차
중앙 문이 철거된 곳의 한쪽에는 '고산수의 정원'이 설치되어 있다.
좌석은 전석 롱시트이며, ‘고산수의 정원’ 반대편 롱시트는 다다미가 깔린 좌석으로 되어 있다.

#### 3호차
좌석은 1인용 고정식 크로스 시트 8석과 창가 좌석(진행 방향 교토 가와라마치 방면으로 왼쪽 방향) 10석과 차체 끝부분의 롱시트로 구성되어 있다. 창가 좌석에는 카운터 테이블이 설치되어 있다.

#### 4호차
좌석은 1인용 고정식 크로스 시트 8석과 창가 좌석(진행 방향 교토 가와라마치 방면으로 왼쪽 방향) 10석과 차체 끝부분의 롱시트로 구성되어 있다. 창가 좌석에는 카운터 테이블이 설치되어 있다.

#### 5호차
중앙 문이 철거된 곳의 한쪽에는 '교마치야의 평상형 정원'이 설치되어 있다.
좌석은 전석 롱시트이며, ‘교마치야의 평정원’ 반대편 롱시트는 다다미가 깔린 좌석으로 되어 있다.

#### 6호차
좌석은 1인용과 2인용 박스형 좌석이 각각 5개씩, 차체 끝부분의 롱시트로 구성되어 있다. 오사카 우메다 쪽 차체 끝부분에는 L자형으로 배치된 좌석이 1석 있다.

## 역사

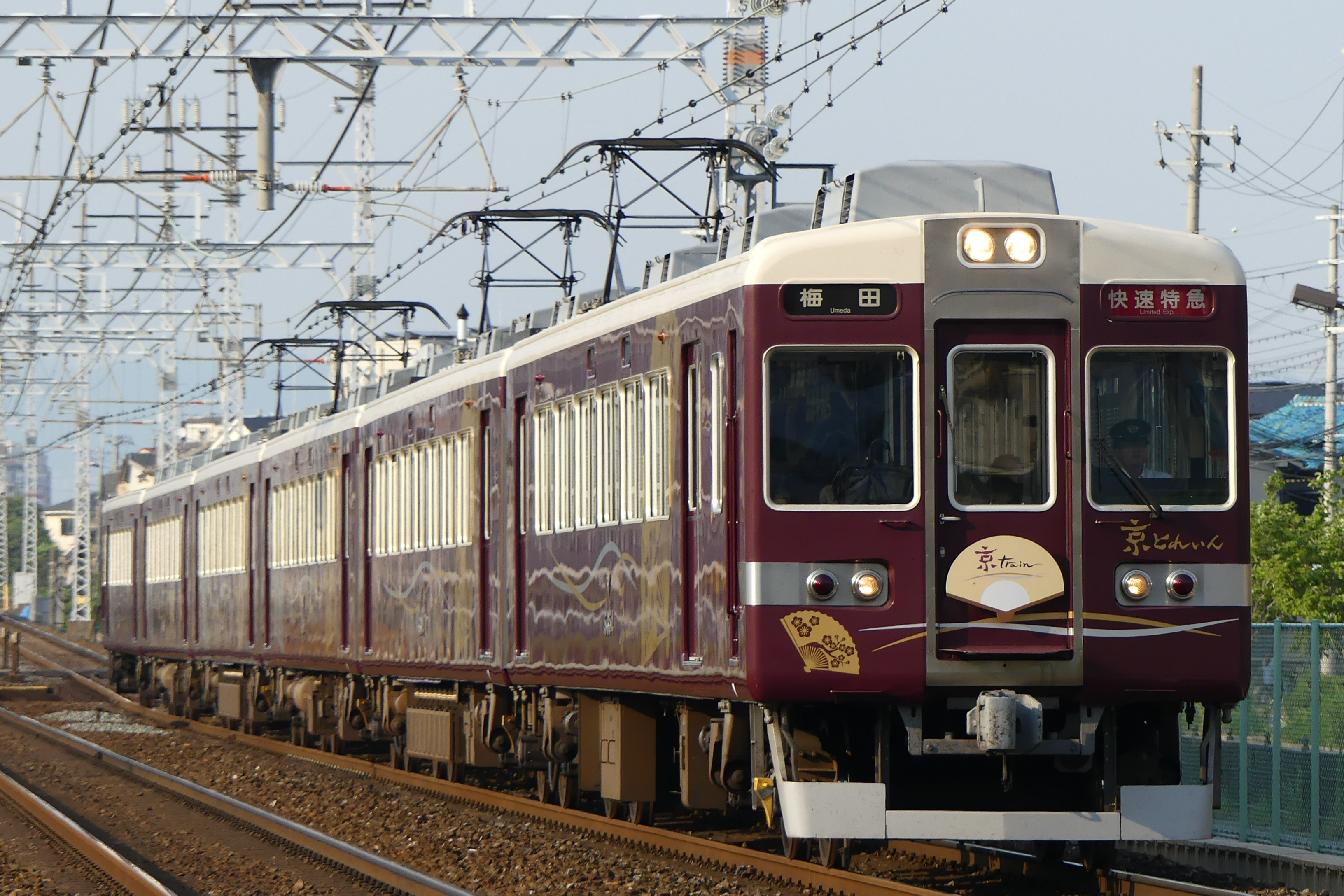
교토 레인

- 2011년 5월 14일: 교토 레인 운행 개시
- 2019년 3월 23일: 교토 레인 가라쿠 영업 개시
- 2022년 12월 17일: 다이어 개정에 앞서 쾌속 특급 A로 운행되는 '교토레인'은 같은 해 12월 11일부로 폐지되고, 이후 관광 특급은 쾌속 특급으로 운행되는 '교토레인 가라쿠'만 남게 되었다.